# Lagranges restterm
Lagranges restterm är resttermen r(x) i en Taylorutveckling som också ges namnet Lagrange form. Med hjälp av uttrycket kan felet också uppskattas. Uttrycket har fått sitt namn från Joseph-Louis Lagrange som var den första hitta ett explicit uttryck för avvikelsen i en Taylorutveckling.

## Sats
Lagranges restterm kan uttryckas enligt följande sats:
Om f är deriverbar till och med minst ordning n+1 på ett öppet intervall I och derivatorna f(n) är kontinuerliga på det stängda intervallet mellan a och x, då är resttermen i f:s Taylorutveckling 
{\displaystyle R_{n}(x)={\frac {f^{(n+1)}(\xi )}{(n+1)!}}(x-a)^{n+1}},
för något ξ mellan x och a.

## Bevis
Enligt förutsättningarna för en Taylorutveckling kring en punkt a är
{\displaystyle R_{n}(x)=f(x)-p(x)}
där
{\displaystyle R_{n}(a)=0,\quad R_{n}'(a)=0\quad R_{n}''(a)=0\quad ,...,\quad R_{n}^{(n)}(a)=0.}
och
{\displaystyle R_{n}^{(n+1)}(x)=f^{(n+1)}(x),\qquad {\mbox{ för }}x\in I}.
Då är för varje fixt x {\displaystyle \in } I
{\displaystyle R_{n}(x)=R_{n}(x)-R_{n}(a)=\int _{a}^{x}R_{n}'(t)\,dt=\int _{a}^{x}1\cdot R_{n}'(t)\,dt.}
Med partiell integration och (t-x) som primitiv till 1 fås
{\displaystyle R_{n}(x)=\left[{(t-x)R_{n}'(t)}\right]_{a}^{x}+\int _{a}^{x}(x-t)R_{n}''(t)\,dt=}
{\displaystyle =((x-x)R_{n}'(x)\ -\ (a-x)R_{n}'(a))+\int _{a}^{x}(x-t)R_{n}''(t)\,dt=}
{\displaystyle =(0\ -\ 0)+\int _{a}^{x}(x-t)R_{n}''(t)\,dt=\int _{a}^{x}(x-t)R_{n}''(t)\,dt.}
Fortsatt partiell integration (med Rn(a) = 0, Rn'(a)=0,..., Rn(n)(a)=0) ger att
{\displaystyle R_{n}(x)=\left[{{-(x-t)^{2} \over 2}R_{n}''(t)}\right]_{a}^{x}+\int _{a}^{x}{(x-t)^{2} \over 2}R_{n}^{(3)}(t)\,dt=0\ +\ \int _{a}^{x}{(x-t)^{2} \over 2}R_{n}^{(3)}(t)\,dt=}
{\displaystyle =\left[{{-(x-t)^{3} \over 3!}R_{n}^{(3)}(t)}\right]_{a}^{x}+\int _{a}^{x}{(x-t)^{3} \over 3!}R_{n}^{(4)}(t)\,dt=\int _{a}^{x}{(x-t)^{3} \over 3!}R_{n}^{(4)}(t)\,dt=\ ...\ =}
{\displaystyle =\left[{{-(x-t)^{n-1} \over {(n-1)!}}R_{n}^{(n-1)}(t)}\right]_{a}^{x}+\int _{a}^{x}{(x-t)^{n-1} \over {(n-1)}!}R_{n}^{(n)}(t)\,dt=\int _{a}^{x}{(x-t)^{n-1} \over {(n-1)}!}R_{n}^{(n)}(t)\,dt=}
{\displaystyle =\left[{{-(x-t)^{n} \over n!}R_{n}^{(n)}(t)}\right]_{a}^{x}+\int _{a}^{x}{(x-t)^{n} \over n!}R_{n}^{(n+1)}(t)\,dt=\int _{a}^{x}{R_{n}^{(n+1)}(t) \over n!}(x-t)^{n}\,dt.}
Med Rn(n+1)(x) = f(n+1)(x) fås Rn(x) uttryckt på så kallad integralform där
{\displaystyle R_{n}(x)=\int _{a}^{x}{f^{(n+1)}(t) \over n!}(x-t)^{n}\,dt.}
Eftersom faktorn (x-t)n ej växlar tecken för fixt x och t mellan a och x finns enligt den generaliserade medelvärdessatsen något tal ξ mellan a och x sådant att
{\displaystyle R_{n}(x)=f^{(n+1)}(\xi )\int _{a}^{x}{(x-t)^{n} \over n!}\,dt=f^{(n+1)}(\xi )\cdot \left[{-(x-t)^{n+1} \over {(n+1)!}}\right]_{a}^{x}=}
{\displaystyle ={\frac {f^{(n+1)}(\xi )}{(n+1)!}}(x-a)^{n+1}}
vilket är Lagranges form för resttermen.

## Uppskattning av restterm
Med hjälp av Lagranges restterm så kan resten vid en Taylorutveckling uppskattas. 

### Exempel

Approximation av e^{x} (blå) med sitt Taylorpolynom P_{n} av ordning n=1,...,7 centrerad vid x=0 (röd).

Antag att funktionen f(x) = ex ska uppskattas på intervallet [-1,1] med ett fel mindre än 10-5. Exemplet utgår endast från att följande egenskaper hos exponentialfunktionen är kända:
{\displaystyle (*)\qquad e^{0}=1,\qquad {\frac {d}{dx}}e^{x}=e^{x},\qquad e^{x}>0,\qquad x\in \mathbb {R} .}
Från dessa egenskaper följer att f(n)(x) = ex för alla n, och särskilt är f(n)(0) = 1. Följaktligen ges Taylorpolynomet av f vid 0 och resttermen på Lagrange form av
{\displaystyle P_{n}(x)=1+x+{\frac {x^{2}}{2!}}+\cdots +{\frac {x^{n}}{n!}},\qquad R_{n}(x)={\frac {e^{\xi }}{(n+1)!}}x^{n+1},}
där ξ är något tal mellan 0 och x. Eftersom ex är strängt växande enligt (*) ses direkt att ex ≤ 1 för x ∈ [−1, 0] kan användas som övre gräns för resten på intervallet [−1, 0]. För att hitta en gräns på det övre intervallet [0,1] utnyttjas att eξ<ex med 0<ξ<x  så att
{\displaystyle e^{x}=1+x+{\frac {e^{\xi }}{2}}x^{2}<1+x+{\frac {e^{x}}{2}}x^{2},\qquad 0<x\leq 1}
med Taylorutveckling av ordning två. Nu kan eξ lösas ut för att visa att
{\displaystyle e^{x}\leq {\frac {1+x}{1-{\frac {x^{2}}{2}}}}=2{\frac {1+x}{2-x^{2}}}\leq 4,\qquad 0\leq x\leq 1}
genom att minimera nämnaren och maximera täljaren. Kombinerat visar dessa två uppskattningar av eξ att
{\displaystyle |R_{n}(x)|\leq {\frac {4|x|^{n+1}}{(n+1)!}}\leq {\frac {4}{(n+1)!}},\qquad -1\leq x\leq 1,}
så den krävda precisionen är säkert uppfylld då
{\displaystyle {\frac {4}{(n+1)!}}<10^{-5}\quad \Leftrightarrow \quad 4\cdot 10^{5}<(n+1)!\quad \Leftrightarrow \quad n\geq 9.}
Med hjälp av Lagranges restterm och Taylorutveckling kan vi alltså uppskatta
{\displaystyle e^{x}=1+x+{\frac {x^{2}}{2!}}+\ldots +{\frac {x^{9}}{9!}}+R_{9}(x),\qquad |R_{9}(x)|<10^{-5},\qquad -1\leq x\leq 1.}
vilket i decimalform skulle ge e≈2.71828, med fem korrekta decimaler.